# Suomen Cup 2013
La Suomen Cup 2013 è stata la 59ª edizione della coppa di Finlandia di calcio. È iniziata il 5 gennaio 2013 ed è terminata il 28 settembre 2013. Il RoPS ha vinto il trofeo per la seconda volta nella sua storia.

## Formula
La formula prevede turni a eliminazione diretta con partite di sola andata. Le squadre di Kolmonen (quarta divisione) o di una serie inferiore partecipano al primo turno. Nel quarto turno entrano in gioco le squadre di Ykkönen (seconda divisione) e Kakkonen (terza divisione). Le squadre della Veikkausliiga entrano a partire tra il quinto e il settimo turno.

## Primo turno
In questo turno hanno partecipato i 70 club iscritti dal quarto livello finlandese e al di sotto, mentre le altre 31 squadre da divisioni inferiori sono passate direttamente al turno successivo. Questi incontri hanno avuto luogo tra il 5 gennaio 2013 e il 5 febbraio 2013.

## Secondo turno
In questo turno hanno partecipato 66 squadre dal quarto livello finlandese e al di sotto. Queste partite si sono disputate tra il 27 gennaio 2013 e il 28 febbraio 2013.

## Terzo turno
| Squadra 1         | Risultato   | Squadra 2        |
| ----------------- | ----------- | ---------------- |
| 20 febbraio 2013  |             |                  |
| GBK               | 3 – 0       | KPV              |
| 23 febbraio 2013  |             |                  |
| Töölön Taisto     | 0 – 1       | EIF              |
| Kontu             | 4 – 2 (dts) | EBK              |
| JBK               | 3 – 0       | AC Oulu          |
| SAPA              | 0 – 4       | Lahti Akatemia   |
| 24 febbraio 2013  |             |                  |
| KuFu-98           | 8 – 0       | Riverball        |
| 28 febbraio 2013  |             |                  |
| JFC Helsinki      | 0 – 6       | Gnistan          |
| 1º marzo 2013     |             |                  |
| PK-35 Vantaa      | 6 – 0       | HerTo            |
| 2 marzo 2013      |             |                  |
| MPS               | 0 – 4       | EsPa             |
| PS Kemi Kings     | 2 – 1       | Kajaani          |
| Santa Claus       | 1 – 2       | PK-37            |
| MynPa-53          | 0 – 3       | Jazz             |
| 3 marzo 2013      |             |                  |
| MaPS              | 2 – 1       | SalPa            |
| Orimattilan Pedot | 0 – 1       | Atlantis         |
| IFK Jakobstad     | 1 – 0       | Äänekosken Huima |
| Pallo-Peikot      | 1 – 3 (dts) | BK-46            |
| 4 marzo 2013      |             |                  |
| VaKP              | 2 – 1       | Tervakosken Pato |
| 5 marzo 2013      |             |                  |
| TuPS              | 0 – 4       | PKKU             |
| 7 marzo 2013      |             |                  |
| Espoo             | 0 – 2       | HIFK             |
| 8 marzo 2013      |             |                  |
| Boda              | 1 – 5       | Pallo-Iirot      |
| Peltirumpu        | 0 – 6       | KTP              |
| 9 marzo 2013      |             |                  |
| HIFK 2            | 0 – 6       | LPS              |
| Haka              | 2 – 0       | Ilves            |
| TPV               | 6 – 1       | Hämeenlinna      |
| NePa              | 2 – 3       | Härmä            |
| I-HK/M09          | 0 – 4       | KäPa             |
| Viikkarit         | 4 – 2 (dts) | JäPS             |
| 10 marzo 2013     |             |                  |
| Purha II          | 0 – 5       | Sudet            |
| HIFK 3            | 0 – 9       | Pallohonka       |
| HPS               | 1 – 2       | Futura           |
| MP                | 1 – 2       | JIPPO            |
| PPJ               | 0 – 7       | Klubi 04         |
| 11 marzo 2013     |             |                  |
| PaPe              | 0 – 7       | KooTeePee        |
| 13 marzo 2013     |             |                  |
| VIFK              | 1 – 0       | SJK              |
| Muurola           | 0 – 8       | TP-47            |
| HyPS              | 0 – 1       | Kiffen           |

## Quarto turno
| Squadra 1      | Risultato        | Squadra 2     |
| -------------- | ---------------- | ------------- |
| 16 marzo 2013  |                  |               |
| Kontu          | 0 – 3            | KooTeePee     |
| KuFu-98        | 1 – 4            | TP-47         |
| 17 marzo 2013  |                  |               |
| MaPS           | 0 – 4            | Haka          |
| 22 marzo 2013  |                  |               |
| Härmä          | 0 – 6            | Jazz          |
| 23 marzo 2013  |                  |               |
| LPS            | 3 – 1            | EIF           |
| JBK            | 1 – 2 (dts)      | PS Kemi Kings |
| Lahti Akatemia | 0 – 1            | PK-35 Vantaa  |
| TPV            | 2 – 0            | Pallo-Iirot   |
| Atlantis       | 3 – 4 (dts)      | BK-46         |
| 24 marzo 2013  |                  |               |
| IFK Jakobstad  | 0 – 8            | GBK           |
| Kiffen         | 2 – 3            | KäPa          |
| 25 marzo 2013  |                  |               |
| VaKP           | 0 – 9            | Inter Turku   |
| 27 marzo 2013  |                  |               |
| Gnistan        | 1 – 1 (rig: 2-3) | Pallohonka    |
| HIFK           | 1 – 2            | Klubi 04      |
| 28 marzo 2013  |                  |               |
| VIFK           | 0 – 2            | VPS           |
| 1º aprile 2013 |                  |               |
| PK-37          | 0 – 2            | JIPPO         |
| EsPa           | 0 – 2            | IFK Mariehamn |
| 3 aprile 2013  |                  |               |
| Futura         | 1 – 5            | Honka         |
| KTP            | 2 – 0            | Sudet         |
| Viikkarit      | 1 – 0            | PKKU          |

## Quinto turno
| Squadra 1      | Risultato        | Squadra 2     |
| -------------- | ---------------- | ------------- |
| 5 aprile 2013  |                  |               |
| HJK            | 2 – 1            | Jaro          |
| 6 aprile 2013  |                  |               |
| LPS            | 1 – 1 (rig: 5-6) | JIPPO         |
| RoPS           | 2 – 2 (rig: 5-3) | Inter Turku   |
| 7 aprile 2013  |                  |               |
| KTP            | 0 – 4            | IFK Mariehamn |
| 9 aprile 2013  |                  |               |
| PK-35 Vantaa   | 1 – 2            | VPS           |
| MyPa           | 0 – 1            | Honka         |
| 10 aprile 2013 |                  |               |
| Viikkarit      | 0 – 1            | Jazz          |
| 13 aprile 2013 |                  |               |
| TP-47          | 2 – 4            | TPV           |
| PS Kemi Kings  | 3 – 0            | GBK           |
| 17 aprile 2013 |                  |               |
| KooTeePee      | 2 – 1            | Pallohonka    |
| Haka           | 4 – 0            | KäPa          |
| Klubi 04       | 0 – 1            | BK-46         |

## Sesto turno
| Squadra 1      | Risultato        | Squadra 2     |
| -------------- | ---------------- | ------------- |
| 24 aprile 2013 |                  |               |
| PS Kemi Kings  | 0 – 2            | VPS           |
| TPV            | 1 – 3            | Haka          |
| 25 aprile 2013 |                  |               |
| BK-46          | 0 – 0 (rig: 1-4) | JJK           |
| TPS            | 2 – 3 (dts)      | IFK Mariehamn |
| Jazz           | 1 – 0            | JIPPO         |
| KooTeePee      | 0 – 1            | Honka         |
| Lahti          | 1 – 2            | KuPS          |
| RoPS           | 1 – 0            | HJK           |

## Quarti di finale
| Squadra 1      | Risultato   | Squadra 2     |
| -------------- | ----------- | ------------- |
| 20 maggio 2013 |             |               |
| Jazz           | 0 – 3       | RoPS          |
| Honka          | 1 – 2       | IFK Mariehamn |
| VPS            | 0 – 2       | JJK           |
| Haka           | 1 – 2 (dts) | KuPS          |

## Semifinali
| Squadra 1      | Risultato | Squadra 2     |
| -------------- | --------- | ------------- |
| 17 agosto 2013 |           |               |
| RoPS           | 4 – 0     | IFK Mariehamn |
| JJK            | 0 – 1     | KuPS          |

## Finale
| Arbitro: | Antti Munukka |

|                  |           |                   |
| Kokko 78’ (rig.) | Marcatori | 90+1’ Voutilainen |